# Dār ar Raydah
Dār ar Raydah, ou Raydah, Rayd̨ah ou Raida (arabe ريضه), est une ville de l'ouest du Yémen, dans le gouvernorat d'Amran, située à environ 20 km au sud-ouest d'Amran, capitale régionale. 
La ville est organisée principalement autour d'un marché de rue dont le tracé évoquant une longue ligne droite.

## Exode des minorités juives
Il existait à Dar ar Raydah le grand marché juif de Suq al-ahud. Mais la région a connu plusieurs vagues d'émigration de 1881 à 1950, dont l'Opération Tapis volant. Il est resté seulement une petite minorité juive dans la ville. En 2009, la communauté juive compte encore 266 personnes, pour trois synagogues et deux écoles pour les soins de la tradition juive.
Pendant le conflit israélo-palestinien à Gaza de 2008-2009, les tensions entre la diaspora juive yéménite avec les arabes se sont exacerbées. Cela a finalement dégénéré quand un enseignant juif a été abattu par des extrémistes islamistes. Moshe Ya'ish al-Nahari (en) ayant repoussé une invitation d'un extrémiste musulman à se convertir à l'Islam; immédiatement celui-ci a ouvert le feu à la mitrailleuse. Les avocats du délinquant, Abdul Aziz Yahya al-Abdi, ont fait valoir des troubles de la personnalité (schizophrénie). Condamné à une amende d'environ 27 500 US$, il serait parvenu à s'échapper de prison en avril 2011.
Différentes attaques ont entraîné des morts depuis les années 1980. Les attaques récurrentes de gens se réclamant d'Al-Qaïda ont provoqué l'émigration de la majorité des familles (16) en Israël entre juin 2009 et mars 2011. 